# Nepenthosyrphus malayanus
Nepenthosyrphus malayanus är en tvåvingeart som beskrevs av Heikki Hippa 1978. Nepenthosyrphus malayanus ingår i släktet Nepenthosyrphus och familjen blomflugor. Inga underarter finns listade i Catalogue of Life.